# Онуркент (станція метро)
41°06′48″ пн. ш. 28°47′26″ сх. д. / 41.113410416087° пн. ш. 28.790623085602° сх. д.
Онуркент (тур. Onurkent) — станція лінії М3 Стамбульського метрополітену. 
Відкрита 8 квітня 2023
Пересадки
- Автобуси: 78E, 78F, 78ZB, 89C, 98, 146B, 146K
- Маршрутки: 
  - Кючюкчекмедже - Каяшехір,
  - Топкапи - Каяшехір,
  - Ширіневлер - Каяшехір,
  - Отогар - Каяшехір,
  - Сефакьой - Каяшехір,
  - Сефакьой - Онуркент

Конструкція станції — колонна станція глибокого закладення з острівною платформою 
Розташована — під бульваром Мімар Кемалеттін, мікрорайон Башакшехір, Башакшехір. 